# Сабетаяха
Сабетаяха (также Сабетта-Яха, Сабеттаяха) — река в России, протекает по Ямало-Ненецкому АО. Длина реки составляет 165 км. Площадь водосборного бассейна — 1680 км². 
Исток реки находится в центральной части полуострова Ямал, к северу от небольшого озера Мурсейяхамал, на высоте более 40 м над уровнем моря. В верховьях преимущественно течёт на восток, после впадения Нгояхи поворачивает на северо-восток. В среднем и нижнем течении берега местами обрывистые. Активно меандрирует. Принимает сток от многочисленных некрупных озёр своего бассейна. Впадает с запада в Обскую губу в 30 км к югу от устья реки Тамбей, на левом берегу при устье находится вахтовый посёлок Сабетта. Перед устьем ширина реки достигает 135 м, а глубина — 4 м. Скорость течения в низовьях — 0,1 м/с, перед устьем река испытывает приливо-отливные течения.

## Основные притоки
Указаны поименованные притоки длиной 30 км и более .
| Название     | Расстояние от устья | Длина | Положение |
| ------------ | ------------------- | ----- | --------- |
| Нгояха       | 56                  | 67    | правый    |
| Табэлояха    | 77                  | 47    | правый    |
| Тарседаяха   | 98                  | 36    | левый     |
| Лядысидияяха | 129                 | 30    | правый    |

## Данные водного реестра
По данным государственного водного реестра России относится к Нижнеобскому бассейновому округу, водохозяйственный участок — реки западного участка бассейна Обской губы, речной подбассейн реки — Обь ниже впадения Северной Сосьвы. Речной бассейн реки — (Нижняя) Обь от впадения Иртыша.
Код объекта в государственном водном реестре — 15020300312115300044058.